# حاريصا
حاريصا هي قرية لبنانية من قرى قضاء كسروان في محافظة جبل لبنان. وهي تبعد 20 كم شمال بيروت.